# Gondioque de Burgundia
Gondioque (495 - 532) fue esposa de Clodomiro, rey de Orléans. Más tarde se casó con su hermano, Clotario I, rey de Soissons.

## Biografía
Gondioque era de origen borgoñón, nieta del rey Godegisilo de Borgoña. Es brevemente mencionada en la Historia de los francos, de Gregorio de Tours. En el año 517 se casó con Clodomiro, rey de Orleans. Es probable que ambos fueran padres de Guntaro, Teodebaldo y Clodoaldo (más tarde canonizado como San Clodoaldo).
El rey Clodomiro encabezó una expedición contra Borgoña en el año 524 y falleció durante esta expedición, en la primavera o verano de ese mismo año, en la Batalla de Vézeronce. Sus tres hijos fueron confiados a la madre de Clodomiro, Clotilde, hasta que Gondioque se casó con Clotario I. No obstante, Clotario I, ordenó asesinar a sus hijos, aunque Clodoaldo logró escapar.
El matrimonio de Clotario con Gondioque, le ofrecía a éste la oportunidad de acceder a la tesorería de Clodomiro y le aseguró a ella sus derechos como única heredera del rey Godegisel, ya que la ley franca permitía que las mujeres heredaran tierras si no tenían hijos.